# Коцка 2: Хиперкоцка
Коцка 2: Хиперкоцка (енгл. Cube 2: Hypercube) канадски је научнофантастични хорор филм независне продукције из 2002. године, режисера Андреја Секуле, са Кари Мачет, Герентом Вином Дејвисом, Грејс Лин Кунг, Метјуом Фергусоном и Нилом Кроуном у главним улогама. Представља наставак филма Коцка (1997), иако су радње веома мало повезане.
Објављен је 29. јула 2002. у дистрибуцији продукцијске куће Лајонсгејт. Изазвао је помешане реакције критичара и публике. На сајту Ротен томејтоуз оцењен је са 45%.
Године 2004. снимљен је преднаставак под насловом Коцка 0: Почетак.

## Радња
Осморо странаца буди се у великој слагалици сачињеној од просторија облика коцке. У просторијама не важе закони физике и у њима се налазе смртоносне замке. 

## Улоге
| Глумац            | Улога                   |
| ----------------- | ----------------------- |
| Кари Мачет        | Кејт Филмор             |
| Герент Вин Дејвис | Симон Грејди            |
| Грејс Лин Кунг    | Александра „Саша” Труск |
| Нил Кроун         | Џери Вајтхол            |
| Метју Фергусон    | Макс Рајслер            |
| Линдзи Конел      | Јулија Севел            |
| Григ Кент         | Беки Јанг               |
| Брус Греј         | пуковник Томас Х. Магир |
| Барбара Гордон    | госпођа Парли           |
| Ендру Скорер      | др Фил Розенцвиг        |
| Фил Акин          | генерал                 |